# Labatie-d'Andaure
Labatie-d'Andaure est une commune française, située dans le département de l'Ardèche en région Auvergne-Rhône-Alpes.
Commune adhérente au parc naturel régional des Monts d'Ardèche, elle est rattachée au canton du Haut-Vivarais et ses habitants sont dénommés les Labatinois.

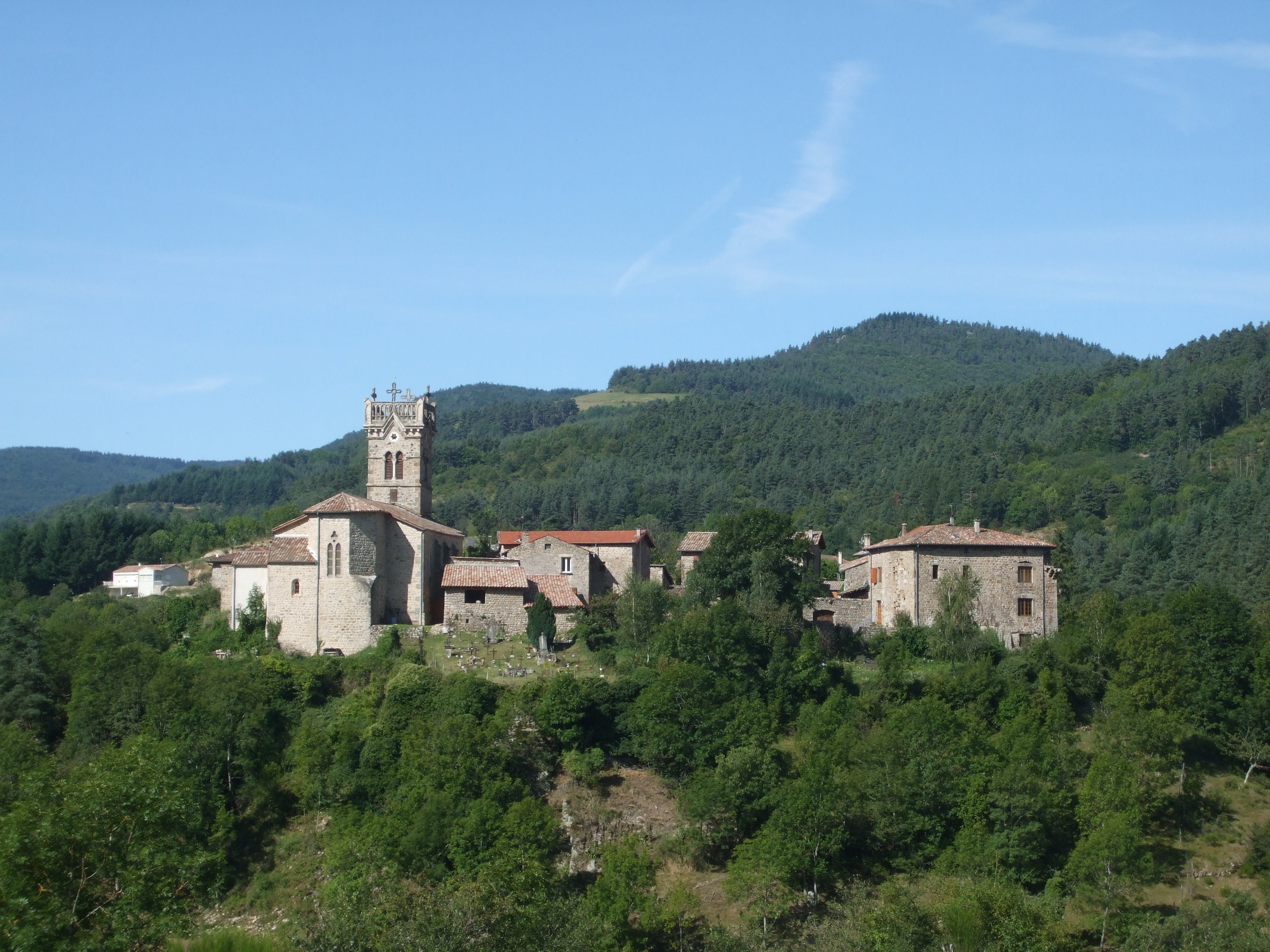
Le village perché au-dessus du Doux.

## Géographie

### Situation et description
Labatie-d'Andaure est une petite commune à l'aspect essentiellement rural de la communauté de communes du Pays de Lamastre. Elle est située dans la partie septentrionale du département de l'Ardèche, dans l'arrondissement de Tournon-sur-Rhône.

### Climat
Pour des articles plus généraux, voir Climat d'Auvergne-Rhône-Alpes et Climat de l'Ardèche.
En 2010, le climat de la commune est de type climat des marges montargnardes, selon une étude du CNRS s'appuyant sur une série de données couvrant la période 1971-2000. En 2020, Météo-France publie une typologie des climats de la France métropolitaine dans laquelle la commune est exposée à un climat de montagne ou de marges de montagne et est dans la région climatique Sud-est du Massif Central, caractérisée par une pluviométrie annuelle de 1 000 à 1 500 mm, minimale en été, maximale en automne.
Pour la période 1971-2000, la température annuelle moyenne est de 10,7 °C, avec une amplitude thermique annuelle de 17,3 °C. Le cumul annuel moyen de précipitations est de 1 116 mm, avec 8,7 jours de précipitations en janvier et 6 jours en juillet. Pour la période 1991-2020, la température moyenne annuelle observée sur la station météorologique de Météo-France la plus proche, « St-Agrève Rad », sur la commune de Saint-Agrève à 8 km à vol d'oiseau, est de 8,8 °C et le cumul annuel moyen de précipitations est de 1 044,3 mm,. Pour l'avenir, les paramètres climatiques de la commune estimés pour 2050 selon différents scénarios d'émission de gaz à effet de serre sont consultables sur un site dédié publié par Météo-France en novembre 2022.

### Hydrographie
Le territoire communal est traversé par le Doux, un affluent de la rive droite du Rhône. D'une longueur de 69,8 km, cette rivière conflue avec ce grand fleuve à Tournon-sur-Rhône. La commune est également arrosée par le Douzet.

## Urbanisme

### Typologie
Au 1er janvier 2024, Labatie-d'Andaure est catégorisée commune rurale à habitat très dispersé, selon la nouvelle grille communale de densité à 7 niveaux définie par l'Insee en 2022.
Elle est située hors unité urbaine et hors attraction des villes,.

### Occupation des sols
L'occupation des sols de la commune, telle qu'elle ressort de la base de données européenne d’occupation biophysique des sols Corine Land Cover (CLC), est marquée par l'importance des forêts et milieux semi-naturels (58,8 % en 2018), une proportion identique à celle de 1990 (58,8 %). La répartition détaillée en 2018 est la suivante : forêts (52,9 %), prairies (31,5 %), zones agricoles hétérogènes (9,6 %), milieux à végétation arbustive et/ou herbacée (5,9 %).
L'évolution de l’occupation des sols de la commune et de ses infrastructures peut être observée sur les différentes représentations cartographiques du territoire : la carte de Cassini (XVIIIe siècle), la carte d'état-major (1820-1866) et les cartes ou photos aériennes de l'IGN pour la période actuelle (1950 à aujourd'hui).

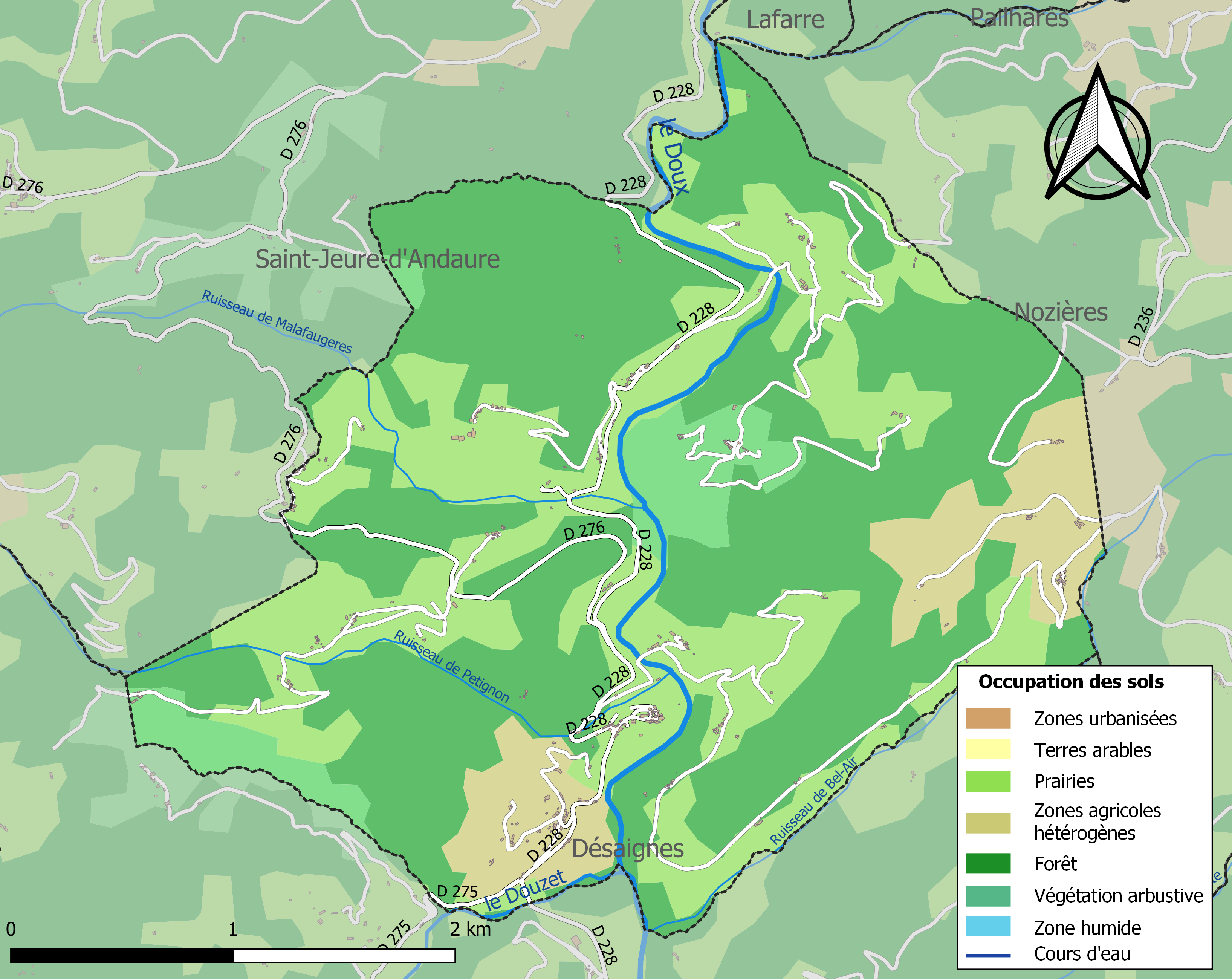
Carte des infrastructures et de l'occupation des sols de la commune en 2018 (CLC).

### Risques naturels

#### Risques sismiques
L'ensemble du territoire de la commune de Labatie-d'Andaure est situé en zone de sismicité no 2 (sur une échelle de 5), comme la plupart des communes situées sur le plateau et la montagne ardéchoise.
| Type de zone | Niveau           | Définitions (bâtiment à risque normal) |
| ------------ | ---------------- | -------------------------------------- |
| Zone 2       | Sismicité faible | accélération = 1,1 m/s2                |

## Histoire
La Bâtie d'Andaure (La Bastie ou La Bastide) était une importante et très ancienne forteresse qui occupait toute la surface du vieux bourg actuel. Elle était construite sur un éperon « barré » par un fossé qui la défendait côté montagne. Ce fossé aujourd'hui emprunté par la route départementale, est traversé par un pont de pierre à l'endroit de l'ancien accès à la forteresse. Il ne subsiste rien du château primitif. Le donjon et la cour haute devaient se situer à l'extrémité de la croupe, à l'emplacement de l'église actuelle et de la maison forte du XVIe siècle. Il est possible que certains murs et les restes d'échauguettes encore visibles aient fait partie de l'enceinte fortifiée.

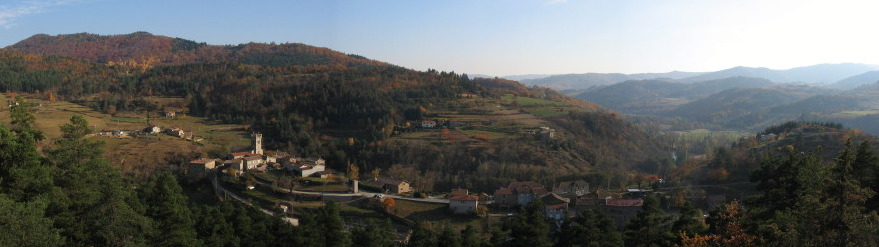
Panorama du village.

La forteresse était utilisée au moment des guerres de religion de la fin du XVIe siècle. En effet, dans une réclamation présentée aux États du Vivarais en 1623, il est indiqué que « celui, qui est un fort important et ayant d'ordinaire une garnison de 80 à 100 hommes, avait été pris l'année précédente par les sieurs de Gonfreville, de Tagenac et de Romanet sur l'ordre du comte de Tournon », qui en était le coseigneur mais aussi le chef du parti catholique de la région. Elle a dû être progressivement démantelée, et ses pierres utilisées pour construire les maisons du village actuel. On peut y voir d'ailleurs, ici et là, de belles pierres sculptées de réemploi. La petite maison forte a dû être aménagée pour le châtelain au début du XVIIe siècle.
La Bastie d'Andaure était sous la suzeraineté de l'évêque du Puy qui a confié la seigneurie successivement à différents seigneurs. En 1309, c'est noble Pierre de la Mastre qui reconnaît le tenir de messire Bernard de Castanet, évêque du Puy, avec tout le mandatement et juridiction, justice haute et basse…
De semblables hommages sont faits :
- en 1347 par noble Jausserand de la Mastre, damoiseau ;
- en 1348 par Philippe Bertrande de Colombier (et Colombier), fille majeure ;
- en 1378 par Hugon de Châteauneuf de Rosières ;
- en 1446 par Jean de Saint-Geoire (ou Jeure) (St-Jeure ? il existe aussi St-Jeures et St-Jeure), chevalier ;
- en 1490 par noble Arthaud Allier de Saint-Jeure.

En 1500, la coseigneurie est partagée entre trois familles : les Rosières ; les Allier de Saint-Jeure ; et les Fay (d'Etables) de Saint-Romain de Valmordane.
(Familles seigneuriales : Les Lamastre — fondus dans la 1re moitié du XIVe siècle dans les St-Didier puis en 1379 dans les Joyeuse — avaient aussi St-Agrève en partie, sous la co-suzeraineté des Polignac et des Poitiers-Valentinois ; Arnaud de Fay d'Etables avait Colombier en 1309 ; en 1434, Marguerite, fille d'Antoine de St-Jeure(s) de La Bâtie d'Andaure, épouse Jean III (d') Al(l)ier de la Fressange,,,).
En 1573, pendant les guerres de religion, le château de La Batie est mentionné comme appartenant à la duchesse d'Uzès (seigneurie suzeraine ; Françoise-Louise de Clermont-Tonnerre, fille d'Antoine III de Clermont et de Françoise de Poitiers-Valentinois, sœur de Diane, était la femme depuis 1568 de Jacques d'Uzès) « sous la garde du sieur Rebolet ».
En 1591, le capitaine châtelain ou bailli est un sieur Bergeron, de Desaignes, écuyer, qui fait hommage de sa charge à noble Jehan de Rochain, sieur de Ruissas.
Bien avant la fin du XVIe siècle, la part des Valmordane et probablement aussi celle des Saint-Jeure, étaient passées dans la Maison de Tournon, par don du roi vers 1500 à Just Ier de Tournon, bailli du Vivarais. Mais le château demeurait toujours un fief de l'évêque du Puy.
En 1640, l'évêque du Puy donne l'investiture du château de la Bâtie à messire Jean de Verjac.
En 1691, les Lévis-Ventadour, successeurs des Tournon (voir à cet article), vendent leur part de La Batie aux du Faure de Satillieu ; l'autre partie alla des Rosières aux Reboulet, de ceux-ci à François-Christophe de Lestrange à qui Marie-Claudine de Reboul(l)et l'avait apporté en dot, et enfin aux Romanet.
La paroisse de La Batie, sous le vocable de Saint-Georges, formait une commanderie de l'ordre de Saint-Augustin. Elle relevait des chanoines de Saint-Michel de Charay qui géraient les possessions du chapitre du Puy situées en Vivarais. Le prévôt de Charay y nommait le prieur et celui-ci y nommait le curé qui, outre La Batie, desservait Saint-Jeure-d'Andaure et recevait pour cela une double « portion congrue ».
L'église, récemment restaurée, a été construite à la fin du XIXe siècle, « sur le mode gothique avec trois nefs ». Le clocher, dont le curieux couronnement n'est pas sans intérêt, a été élevé au début du XXe siècle.
Les fonts baptismaux, ainsi que le bénitier qui serait un ancien socle de croix, proviennent probablement de la première église de La Batie.

## Politique et administration

### Liste des maires
| Période                                  | Période                   | Identité            | Étiquette | Qualité                          |
| ---------------------------------------- | ------------------------- | ------------------- | --------- | -------------------------------- |
| Les données manquantes sont à compléter. |                           |                     |           |                                  |
| mars 2001                                | 2020                      | Christian Marliac   |           | Retraité de la fonction publique |
| 2020                                     | En cours (au 6 août 2020) | Christophe Delevoye | DVD       |                                  |

## Population et société

### Démographie
L'évolution du nombre d'habitants est connue à travers les recensements de la population effectués dans la commune depuis 1793. Pour les communes de moins de 10 000 habitants, une enquête de recensement portant sur toute la population est réalisée tous les cinq ans, les populations de référence des années intermédiaires étant quant à elles estimées par interpolation ou extrapolation. Pour la commune, le premier recensement exhaustif entrant dans le cadre du nouveau dispositif a été réalisé en 2007.

En 2022, la commune comptait 220 habitants, en évolution de +4,76 % par rapport à 2016 (Ardèche : +2,48 %, France hors Mayotte : +2,11 %).
| 1793 | 1800 | 1806 | 1821 | 1831 | 1836 | 1841 | 1846  | 1851  |
| ---- | ---- | ---- | ---- | ---- | ---- | ---- | ----- | ----- |
| 744  | 864  | 835  | 845  | 882  | 878  | 900  | 1 000 | 1 034 |

| 1856 | 1861 | 1866 | 1872 | 1876 | 1881  | 1886 | 1891 | 1896 |
| ---- | ---- | ---- | ---- | ---- | ----- | ---- | ---- | ---- |
| 990  | 930  | 954  | 979  | 910  | 1 003 | 967  | 977  | 916  |

| 1901 | 1906 | 1911 | 1921 | 1926 | 1931 | 1936 | 1946 | 1954 |
| ---- | ---- | ---- | ---- | ---- | ---- | ---- | ---- | ---- |
| 906  | 890  | 809  | 674  | 624  | 615  | 601  | 464  | 479  |

| 1962 | 1968 | 1975 | 1982 | 1990 | 1999 | 2006 | 2007 | 2012 |
| ---- | ---- | ---- | ---- | ---- | ---- | ---- | ---- | ---- |
| 416  | 382  | 307  | 256  | 203  | 204  | 201  | 200  | 219  |

| 2017 | 2022 | - | - | - | - | - | - | - |
| ---- | ---- | - | - | - | - | - | - | - |
| 206  | 220  | - | - | - | - | - | - | - |

### Enseignement
La commune est rattachée à l'académie de Grenoble.

### Médias
La commune est située dans la zone de distribution de deux organes de la presse écrite :
- L'Hebdo de l'Ardèche, journal hebdomadaire français basé à Valence et diffusé à Privas depuis 1999. Il couvre l'actualité de tout le département de l'Ardèche ;
- Le Dauphiné libéré, journal quotidien de la presse écrite française régionale distribué dans la plupart des départements de l'ancienne région Rhône-Alpes, notamment l'Ardèche. La commune est située dans la zone d'édition d'Annonay-Nord Ardèche.

### Cultes
La communauté catholique et l'église paroissiale Saint-Georges (propriété de la commune) dépendent de la paroisse  « Saint Basile Entre Doux et Dunière » dont la maison paroissiale, située à Lamastre, est rattachée au diocèse de Viviers.

## Culture locale et patrimoine

### Lieux et monuments
Dans le village :

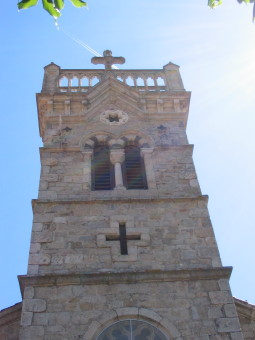
Clocher de l'église.

- Église Saint-Georges de Labatie-d'Andaure

Dans les environs :
- Vestiges du moulin à eau de Malfragner, reconverti en pêche à la truite : Les Truites d'Andaure[30]
- Temple protestant au hameau de Chastagnier bâti en 1839.

### Personnalités liées à la commune
- Jean Norton Cru y est né en 1879.

### Héraldique
|  | Labatie-d'Andaure possède des armoiries dont l'origine et le blasonnement exact ne sont pas disponibles. |